# لوي نيكولا فوكلان
لوي نيكولا فوكلان (بالفرنسية: Louis-Nicolas Vauquelin)‏ هو صيدلي وكيميائي فرنسي عاش بين 16 أيار/مايو 1763 و 14 تشرين الثاني/نوفمبر 1829. ينسب إلى فوكلان اكتشاف عنصري البيريليوم والكروم.

## حياته
ولد فوكلان في سان-أندريه-ديبرتو Saint-André-d'Hébertot في النورماندي سنة 1763. كان أوّل احتكاك له مع الكيمياء عمله كمساعد مخبري في صيدليّة في روان، وبعد صعوبات نجح في الوصول إلى الكونت أنطوان فرانسوا دي فوركروا Antoine François, comte de Fourcroy، حيث عمل في مختبره من 1783 إلى 1791.
أصبح فوكلان سنة 1791 عضواً في أكاديميّة العلوم، كما أصبح محرّراً في منشور Annales de chimie et de physique العلمي. غادر فوكلان البلاد خلال أحداث الثورة الفرنسية.

## أعماله
نشر فوكلان أبحاثه باللغة الفرنسية بين عامي 1790 و 1833، والتي كان أغلبها وصف لإجراءات كيميائيّة بسيطة. بلغ عدد هذه المنشورات 376. من أهم أعمال فوكلان اكتشافه لعنصر البيريليوم سنة 1798 بعد عزله من الزمرّد، الذي يعتبر أحد أشكال معدن البيريل. قبل ذلك في عام 1797 اكتشف فوكلان عنصر الكروم في خامة معدنية حمراء أصلها من سيبيريا. كما نجح في الحصول على الأمونياك السائل عند الضغط الجوّي.
في سنة 1806، قام هو وبيير جان روبيكه Pierre Jean Robiquet أثناء عملهما على الهليون بعزل الحمض الأميني أسباراجين، أوّل الأحماض الأمينيّة المكتشفة. كما قام فوكلان بعزل كل من البكتين وحمض الماليك وحمض الكافوريك وحمض الكينيك.
أشهر منشوراته هو "Manuel de l'essayeur"

## مناصب وتقديرات
تقلّد فوكلان عدّة مناصب، فكان بروفيسور للكيمياء ولعلم المعادن، ومفتّشاً للمناجم ومحرر مقالات وعضو في غرفة التجارة والصناعة.
منذ سنة 1809 أصبح فوكلان بروفيسوراً في جامعة باريس، وفي سنة 1828 انتخب كنائب في مجلس النوّاب.
في سنة 1816 انتخب فوكلان كعضو أجنبي في الأكاديمية الملكية السويدية للعلوم
ينسب إلى هذا العالم اسم معدن فوكلينيت Vauquelinite.